# Liste des phares d'Haïti

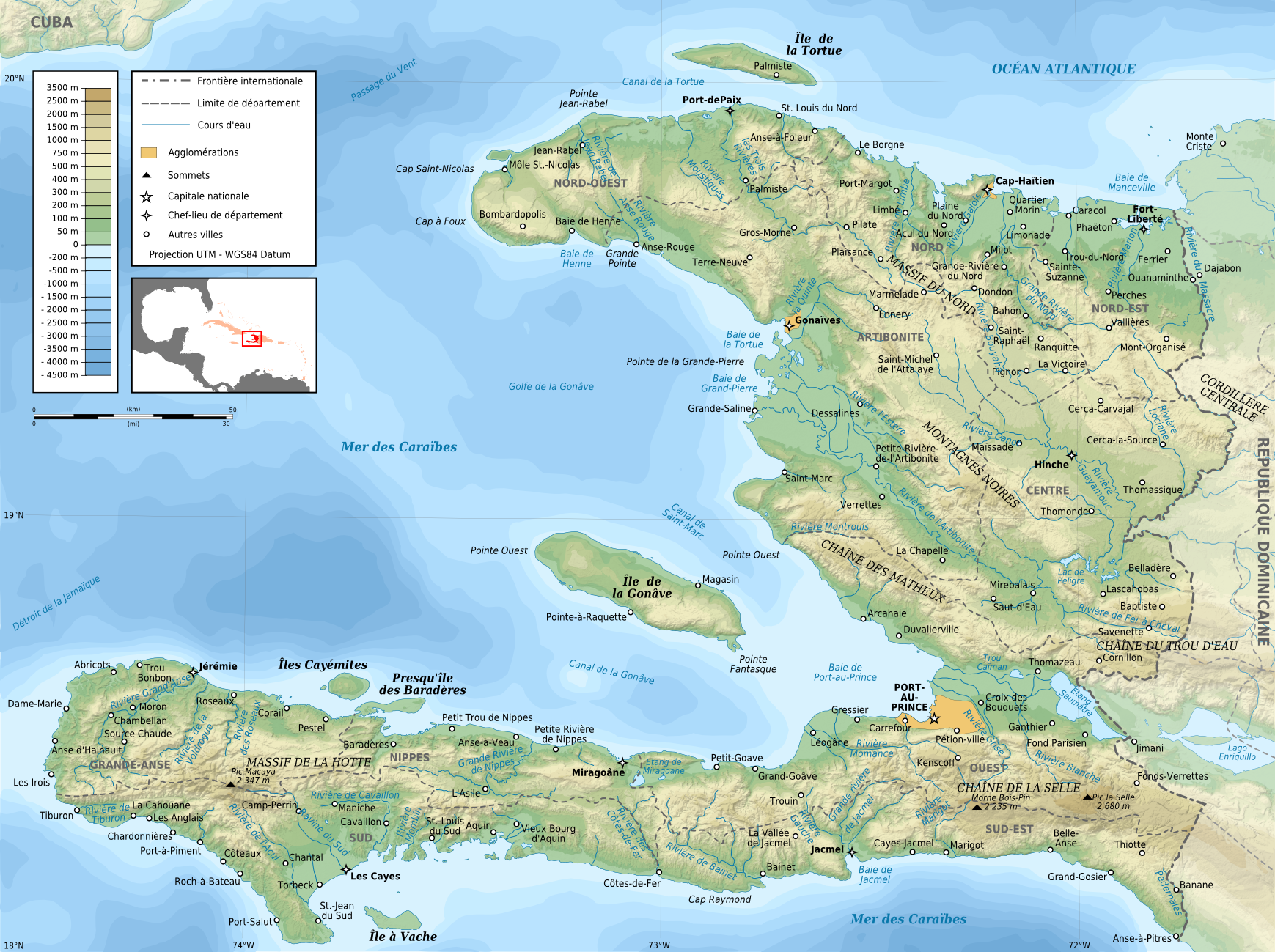
Carte de Haiti

Liste des phares d'Haïti : Haïti occupe le tiers ouest de l'île Hispaniola, la République Dominicaine occupant le reste. Ses phares historiques ont été construits à la fin des années 1800 ou pendant l'occupation militaire américaine entre 1915 et 1934. Les aides à la navigation en Haïti relèvent de la responsabilité de l'Autorité portuaire nationale . Les seuls ports actifs sont Port-au-Prince et Cap-Haïtien.

## Côte nord
| Nom                                        | Lieu                                 | Mise en service | Coordonnées                      | Image |
| ------------------------------------------ | ------------------------------------ | --------------- | -------------------------------- | ----- |
| Phare de l'île de la Tortue (pointe ouest) | Île de la Tortue                     | 1924            | 20° 03′ 42,3″ N, 72° 58′ 05,4″ O | Image |
| Phare de l'île de la Tortue (pointe est)   | Île de la Tortue                     | n/d             | 19° 59′ 48,6″ N, 72° 37′ 16,7″ O | Image |
| Phare du cap de Môle-St-Nicolas            | Arrondissement de Môle-Saint-Nicolas | 1922            | 19° 49′ 18″ N, 73° 24′ 44,8″ O   | Image |

## Côte ouest
| Nom                            | Lieu                        | Mise en service | Coordonnées                      | Image |
| ------------------------------ | --------------------------- | --------------- | -------------------------------- | ----- |
| Phare de la Pointe Lapierre    | Arrondissement des Gonaïves | 1928            | 19° 27′ 16,4″ N, 72° 45′ 04,5″ O | Image |
| Phare de la Pointe Saint-Marc  | Saint-Marc                  | 1924            | 19° 02′ 44,6″ N, 72° 49′ 12,7″ O | Image |
| Phare Les Arcadins             | Golfe de la Gonâve          | 1882            | 18° 48′ 11,7″ N, 72° 38′ 56,8″ O | Image |
| Phare de la Pointe du Lamentin | Carrefour                   | 1864            | 18° 48′ 11,7″ N, 72° 38′ 56,8″ O |       |
| Phare de la Pointe Fantasque   | île de La Gonâve            | n/d             | 18° 41′ 38,7″ N, 72° 49′ 22,1″ O | Image |
| Phare de la Pointe Ouest       | île de La Gonâve            | 1925            | 18° 55′ 40″ N, 73° 17′ 54,5″ O   | Image |
| Phare de la Grande Cayemite    | îles Les Cayemites          | 1925            | 18° 38′ 38,9″ N, 73° 45′ 32,9″ O | Image |

## Côte sud
| Nom                               | Lieu                     | Mise en service | Coordonnées                      | Image |
| --------------------------------- | ------------------------ | --------------- | -------------------------------- | ----- |
| Phare de l'île-à-Vache            | Île-à-Vache              | 1922            | 18° 04′ 05,3″ N, 73° 34′ 18,5″ O |       |
| Phare de Pointe-à-Baguette/Jacmel | Arrondissement de Jacmel | n/d             | 18° 10′ 35,3″ N, 72° 32′ 41,5″ O |       |